# Oxyonchus
Oxyonchus is een geslacht van rondwormen uit de familie van de Thoracostomopsidae.

## Soorten
- O. acantholaimus (Ssaweljev, 1912)
- O. australis (de Man)
- O. brachysetosus Allgén, 1959
- O. crassicollis Allgén, 1959
- O. culcitatus
- O. dentatus (Ditlevsen, 1918)
- O. ditlevseni Inglis, 1964
- O. dubius (Filipjev, 1918)
- O. evelynae Nicholas, 2004
- O. hamatus (Steiner, 1916)
- O. longisetosus Nicholas, 2004
- O. macrodon Allgén, 1959
- O. notodentatus Allgén, 1959
- O. pachylabiatus Schuurmans Stekhoven, 1946
- O. parastateni Allgén, 1959
- O. polaris (Filipjev, 1927)
- O. stateni (Allgén, 1930)
- O. striatus Keppner, 1988
- O. subantarcticus Mawson, 1958